# مبادئ المحاسبة الإدارية
طُوِرت مبادئ المحاسبة الإدارية (بالإنجليزية: Management accounting principles، واختصارًا: MAP) لتلبية الاحتياجات الأساسية للإدارة الداخلية لتطوير أهداف دعم القرار، والعمليات التجارية الداخلية، وتطبيق الموارد، وقيمة العميل، واستخدام القدرات اللازمة لتحقيق أهداف الشركة بالشكل الأمثل. يستخدم عادةً مصطلح آخر لمبادئ المحاسبة الإدارية لهذه الأغراض وهو مبادئ التكاليف الإدارية.
مبادئ المحاسبة الإدارية هي:
1. مبدأ السببية (أي الحاجة إلى رؤى السبب والنتيجة)
2. مبدأ القياس (أي تطبيق الإدارة للرؤى السببية في إدارة أنشطتها)

يخدم هذان المبدآن مجتمع المحاسبة الإدارية وعملاءه - إدارة الأعمال. تندرج المبادئ المذكورة أعلاه في الإطار المفاهيمي لتقدير التكاليف الإدارية جنباً إلى جنب مع المفاهيم والقيود للمساعدة في التحكم المحاسبة الإدارية. ينهي الإطار عقوداً من الالتباس الذي يحيط بنُهُج المحاسبة الإدارية وأدواتها وتقنياتها وقدراتها.
سيغير إطار المبادئ والمفاهيم والقيود من توصيف ممارسات المحاسبة الإدارية في المهنة لإعطاء فهم أفضل، على الصعيدين الداخلي والخارجي للمهنة، للتسويات التي تنتج عن المبادئ غير الملائمة. ليست هناك أي أسس ثابتة لدى المدراء والمهنيين في مجال المحاسبة لتقييم أو الاعتراض على نظريات جديدة في طرائق تحديد التكاليف الإدارية.
صُممت بعض أساليب المحاسبة الإدارية بشكل رئيسي لتخدم وتخضع للمبادئ التوجيهية الخاصة بالمحاسبة المالية. حظيَت أهمية وجود مبادئ مميزة ومنفصلة خاصة بالمحاسبة الإدارية بالدعم والتقدير بعد قرابة قرن من العمل في هذا الموضوع. أصبحت الآن فكرة وجود مبادئ محاسبة إدارية منفصلة، لدعم اتخاذ القرارات الإدارية ومختلفة عن احتياجات إعداد التقارير المالية معترف بها من قبل هيئات المحاسبة المهنية مثل اتحاد للمحاسبين الدولي، ولجنة المحاسبين المحترفين في الأعمال التجارية، ومعهد المحاسبين الإداريين، وفريق عمل الإطار المفاهيمي لتقدير التكاليف الإدارية.

## الأهمية والأهداف
يجب أن يعكس استخدام المحاسبة الإدارية دخل منظمة ما واقع العمليات والموارد التي تستخدمها المنظمة من النواحي المتعلقة بالنقد. بخلاف التقارير المالية، التي يكون فيها الهدف هو التركيز على المستثمرين الخارجيين والدائنين وتسعى للمقارنة بين خيارات الاستثمار في أسواق رأس المال، تركز المحاسبة الإدارية على الخيارات والقيود الاقتصادية داخل المنظمة. يوجد جزءان مترابطان من أجل فهم مدى الأهمية الكبيرة لمبادئ المحاسبة الإدارية وكيف تساعد تلك المبادئ المديرين على تحقيق هدفهم الرئيسي: الاستخدام الأمثل للمؤسسة.
يتناول الجزء الأول النمذجة الفعلية لعمليات الشركة، فينشئ محاسب الإدارة العلاقات السببية استناداً إلى مبدأ السببية ومفاهيم المحاسبة الإدارية ذات الصلة. يتضمن الجزء الثاني مبدأ القياس، والاحتياجات التحليلية للمدير من معلومات الدعم القرار التي يحصل عليها من الجزء الأول (علاقات السبب والنتيجة). يتطلب الجزء الثاني تحليل المعلومات في ضوء واحد أو أكثر من بدائل القرار، فيتمكن صانعو القرار من التوصل إلى القرار الأمثل. يحقق التطبيق التراكمي لكلا المبدأين (السببية والقياس) أهداف المحاسبة الإدارية ويلبي احتياجات المديرين - الاستخدام الأمثل لعمليات الشركة والذي يشار إليه عموماً بالاستخدام الأمثل للمؤسسة.
الهدف الأول - تقدير التكاليف الإدارية:
- لإعطاء انعكاس نقدي لتوفير واستخدام موارد الشركة،
- لإعطاء رؤيا سببية عن ماضي وحاضر ومستقبل نشاطات الشركة الاقتصادية.

الهدف الثاني - تقدير التكاليف يساعد المديرين في:
- التخطيط والتحليل وصنع القرار.
- تعزيز تحقيق الأهداف الاستراتيجية للمؤسسة.

على مستوى أكثر تفصيلاً، ينطوي التطبيق المستمر لمبادئ المحاسبة الإدارية على عدد من الفوائد للمؤسسة.
- تزويد المديرين والموظفين بنموذج تقدير تكلفة دقيق وموضوعي خاص بالمنظمة، وبمعلومات عن التكلفة تعكس استخدام موارد المنظمة.
- توفير معلومات دعم القرار في قالب مرن يخدم الجدول الزمني والرؤى التي يحتاجها صناع القرار الداخليون.
- تزويد صناع القرار بفكرة عن الجوانب الهامشية أو الإضافية للبدائل التي يأخذونها في الحسبان.
- نمذجة الروابط السببية الكمية بين المخرجات والمدخلات اللازمة لإنتاج وإعطاء المخرجات النهائية.
- التقييم الدقيق لجميع العمليات (الدعم والإنتاج) لأي كيان (أي تزويد واستهلاك الموارد) من الناحية النقدية.
- توفير معلومات تساعد في اتخاذ القرارات الاقتصادية الفورية والمستقبلية للاستخدام الأمثل وتنمية وتحقيق أهداف المؤسسة.
- توفير معلومات لتقييم الأداء والتعلم من النتائج.
- توفير الركائز والعوامل الأساسية للأنشطة الإدارية الاستكشافية والتنبؤية.

## المبادئ والقيود

### المبادئ
يمكن أن يعتمد المحاسبون الإداريون على السببية والقياس كمبادئ أساسية لأنها تستند إلى علم القرار- قوانين المنطق.
- مبدأ السببية: العلاقة بين المخرجات الكمية لهدف إداري والمدخلات وكمية المدخلات التي يجب أن تُستهلك أو أن تكون قد استُهلكت إن أردنا الحصول على المخرجات.

تمكن مبادئ السببية من نمذجة تكاليف المنظمة اعتماداً على العلاقة بين مدخلات ومخرجات الموارد المشاركة في إنتاج المنتجات والخدمات التي تقدمها. عادة ما يكون هذا واضحاً في حال التعامل مع علاقات سببية قوية (مثل المواد الخام عند تحويلها لمنتج معين). على أي حال، في حال وجود علاقات سببية أضعف يجب أن تُعزى التكاليف وفقاً لمفهوم الإسناد الذي يحافظ على صحة السببية.
- مبدأ القياس: هو استخدام رؤى السببية للاستدلال على نتائج سابقة أو مستقبلية.

يحكم مبدأ القياس قدرة مستخدم معلومات المحاسبة الإدارية على تطبيق المعرفة أو الرؤى المكتسبة من العلاقات السببية الموضوعة (مثلاً، في التخطيط، والتحكم، وتحليل الاحتمالات) باستخدام التفكير الاستقرائي والاستنتاجي فيما يخص النتائج السابقة والمستقبلية للجهود التحسينية المستمرة.

### المفاهيم
تشكل المفاهيم التالية إرشادات تشغيلية ونماذج أساسية للمبدأين الرئيسيين (السببية والقياس) في تطوير نموذج عاكس للسبب والتأثير ومن ثم استخدام المعلومات التي يقدمها النموذج. تهدف هذه المفاهيم إلى تغطية مجموعة من الافتراضات التي ستشكل نموذجاً وخصائص هذه الافتراضات وعلاقتها وتقدم وجهات نظر عقلانية عند نمذجة العديد من مشكلات التكاليف الإدارية.
تدعم المفاهيم العشرة الأولى مبدأ السببية في ومبادئ نمذجة السبب والنتيجة، في حين تطبق المبادئ الأربعة المتبقية على مبدأ القياس واستخدام المعلومات تزود المديرين بإرشادات صنع القرار.
المفاهيم القابلة المطبقة على السببية والنمذجة:
- إمكانية الإسناد
- القدرة
- التكلفة
- التجانس
- توجه البيانات المتكاملة
- الهدف الإداري
- المورد
- الاستجابة
- إمكانية التعقب
- العمل

المفاهيم المطبقة على القياس واستخدام المعلومات:
- إمكانية التلافي
- إمكانية التجزئة
- الاستقلالية
- إمكانية التبادل

### القيود
حُددت القيود التالية المتعلقة بالمحاسبة الإدارية. والغرض من الخصائص الكمية والنوعية لهذه القيود هو أن تلعب دور الرقابة أو الضوابط وتحافظ على التوازن عند إنشاء نموذج التكلفة أو عند استخدام معلومات المحاسبة الإدارية. تقتصر القيود الخمسة الأولى على السببية في نموذج التكلفة، في حين أن القيدين المتبقيين يتعاملان مع القياس واستخدام المعلومات.
القيود المطبقة على السببية:
- المادية
- إمكانية القياس
- الموضوعية
- قابلية التحقق

القيود المطبقة على القياس واستخدام المعلومات:
- الانسجام
- النزاهة

## وصلات خارجية
- اتحاد المحاسبين الدولي (بالإنجليزية)
- لجنة المحاسبين المحترفين في الأعمال التجارية (بالإنجليزية)
- معهد المحاسبين الإداريين (بالإنجليزية)
- فريق عمل الإطار المفاهيمي لتقدير التكاليف الإدارية (بالإنجليزية)